# 加倉井和夫
加倉井 和夫（かくらい かずお、1919年9月11日 - 1995年9月24日）は、日本画家。日本芸術院会員。俳人・建築家の加倉井秋を（加倉井昭夫）は兄。

## 経歴
神奈川県横浜市に生まれる。1938年、茨城県立太田中学校（現在の茨城県立太田第一高等学校）卒業。1944年、東京美術学校日本画科卒業。山口蓬春に師事。第8回日展（1952年）から第13回日展（1957年）まで入選を重ねる。1981年、「青苑」で日本芸術院賞受賞。1989年、日本芸術院会員。1990年、日展常務理事。1992年、勲三等瑞宝章受章。1995年春、ニューヨークで「私の映像 - 加倉井和夫展」を開催。
同年9月24日、急性心不全のため横浜市内の病院で死去。多磨霊園に眠る。

## 画集
- 『加倉井和夫画集』（京都書院、1982年）
- 『加倉井和夫画集』（ビジョン企画出版社、1992年）